# Rubin MGK-300
Rubin MGK-300 (NATO: Shark Teeth) – radziecki aktywno-pasywny sonar okrętów podwodnych o maksymalnym zasięgu 14,8 kilometra, z lat 60. XX wieku. MGK-300 był aktywno-pasywnym sonarem przeszukującym instalowanym m.in. w jednostkach myśliwskich projektu 671 (NATO: Victor I) i 671RT (NATO: Victor II), poniżej drugiego rzędu wyrzutni torpedowych oraz w K-162 – unikatowym okręcie projektu 661 (NATO: Papa).